# 키암 1호

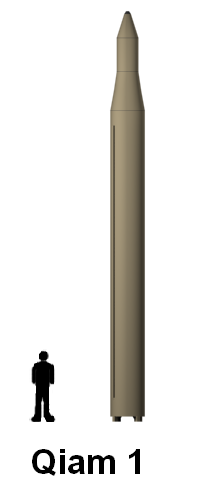

키암 1호(Qiam-1)는 이란의 1단 고체연료 단거리 탄도 미사일(SRBM)이다. 사거리는 500 km, 750 km라고 보도되고 있다.

## 역사
2010년 8월 20일, 이란은 키암 1호를 최초로 시험발사했다. 아마드 바히디 이란 국방장관은 "이 미사일은 날개가 없고 독특한 전술적 능력을 지녀 적의 요격 가능성도 낮춘 신형 미사일이다"고 말했다. 또한, 새로운 고체연료 미사일로, 기존의 미사일보다 더 발전된 유도장치를 탑재했으며, 더 신속하고 다양한 환경에서 운용이 가능하다고 주장했다.
그러나, 다른 출처에서는, 이란 국방장관이 액체연료 미사일이라고 말했다고도 인용되고 있어, 확인이 필요하다.
2011년 이란 공군에 실전배치되었다.

## 정확도
키암 1호의 CEP가 어느정도인지는 알려지지 않았다. 그러나 2016년 4월 이란이 시험발사한 사거리 2000 km 신형 탄도 미사일의 CEP가 8 m라고 발표했다. 탄도 미사일은 사거리가 길 수록 CEP 오차가 크기 때문에, 사거리 500 km인 키암 1호의 CEP는 8 m 보다 적을 수 있어서, 정밀유도 쪽집게 공습이 가능하다고 추정할 수 있다.

## 샤하브 3호
이란의 노동 미사일인 샤하브 3호는 무게 18톤, 사거리 2000 km, 액체연료 탄도 미사일이며, 미사일에 날개가 있다. 반면에, 키암 1호는 무게 6톤, 사거리 500 km 또는 750 km, 고체연료 탄도 미사일이며, 미사일에 날개가 없고 CEP가 매우 적다.

## JCPOA
이란의 키암 1호 시험발사는 JCPOA 위반이라고 미국은 주장한다. 이란은 위반이 아니라고 주장한다. JCPOA는 핵탄두를 탑재할 수 있는 사거리 300 km 이상의 탄도 미사일 시험발사를 금지하고 있다. 이란은 비핵화가 되었기 때문에, 300 km 이상의 정밀유도 쪽집게 폭격이 가능한 재래식 탄도 미사일은 시험발사해도 된다고 해석한다.

## 같이 보기
- 샤하브-3 이란에서 제작한 중거리 탄도 미사일
- 이란의 핵시설
- 이란의 핵 문제
- 조선민주주의인민공화국과 이란의 관계 - 조선민주주의인민공화국과 이란은 2012년 9월 '과학협력협정'을 체결하였고, 이란의 미사일 기술 및 핵 무기 기술에 협력 관계를 갖고 있다.
- 포괄적 공동행동계획 - 미국과 이란이 15개월 이상의 지속된 실무 핵협상을 통해, UN 이사국 5개 국가(영국, 프랑스, 중국, 독일등)및 유럽연합의 지지를 받았던 인류 최초의 핵협정